# 森口忠造
森口 忠造（もりぐち ちゅうぞう、1909年1月27日-1988年9月9日）は、専修大学理事長・専修大学総長。元毎日新聞社事業部長。

## 人物
- 1933年 - 専修大学専門部経済科を卒業し、東京日日新聞（毎日新聞社）勤務[4]。
  - 毎日新聞社では東京本社の販売部副部長、事業部長、編集局参与などを、関係先では毎日ホールの専務取締役、大毎野球団（毎日大映オリオンズ）の取締役などを歴任。
  - 全日本労働組合連盟委員長を務める[5]。
- 1948年 - 学校法人専修大学評議員
- 1953年 - 学校法人専修大学理事
- 1964年 - 学校法人専修大学第4代理事長
- 1969年 - 専修大学体育会長[6]。
- 1971年 - 毎日新聞社、社友
- 1974年 - 藍綬褒章を受賞
- 1980年 - 勲二等瑞宝章を受勲
- 1983年 - 11月2日、「市の学術文化の発展に貢献した」として、北海道の美唄市より「市政功労賞」表彰（同市以外の在住者では初）[7]
- 1987年 - アメリカのサスクェハナ大学より名誉法学博士号[8]。第8代専修大学総長
- 1988年 - 死去

## その他
- 東京大学総長をつとめた茅誠司らとともに「小さな親切」運動を広める。
- 1973年の専修大学神田1号館の竣工、1989年の石巻専修大学の開学を主導[4]。